# Vem Espírito Santo!
Vem Espírito Santo! é o segundo álbum ao vivo do Koinonya, lançado em 1996.
Com produção musical de Willen Soares, foi gravado na cidade de Brasília e traz o líder Bené Gomes como o principal vocalista na maioria das músicas. Como backings, participam Ludmila Ferber, Márcio Pereira, Geraldo Alcântara, Nalma Daier e Silvério Peres. Todos os vocais da banda compuseram canções para o álbum. A última música do disco, "Tu Estás em Nosso Meio", contém a participação de vários músicos, entre eles JT, vocalista da banda de rock Metal Nobre.

## Faixas
1. "Força e Poder"
2. "Nossos Inimigos Caíram"
3. "Com Alegria e Adoração"
4. "Nossa Nação aos Teus Pés"
5. "Tua Senhor é a Vitória"
6. "Aleluia"
7. "Com Amor Eterno"
8. "Vem Espírito"
9. "Fonte de Vitória"
10. "Recebe a Honra"
11. "Não tem Fim Teu Amor"
12. "Espírito de Amor"
13. "Junto ao Teu Coração"
14. "Tu Estás em Nosso Meio"